# 蘇信 (弘治進士)
蘇信（1455年—？），字中孚，福建延平府永安縣人，民籍，明朝政治人物。

## 生平
成化十六年（1480年）庚子科應天府鄉試第七名舉人。弘治六年（1493年）中式癸丑科會試第一百三十五名，三甲第一百四十八名進士。任全椒縣知縣。其學識淵博，器宇軒昂。享年八十餘歲。

## 家族
曾祖蘇勝三；祖父蘇子恭；父蘇積實，母林氏。具庆下。兄文茂。弟文全。